# Hambantota

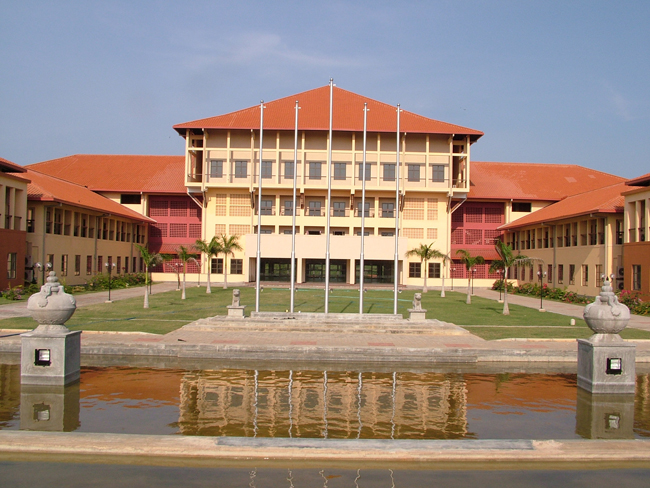
Verwaltungsgebäude von Hambantota

Hambantota (sin. හම්බන්තොට; tam. அம்பாந்தோட்டை) ist eine Stadt in der Südprovinz in Sri Lanka. Sie ist der Hauptsitz des Distrikts Hambantota und hatte bei der Volkszählung 11.213 Einwohner.

## Geschichte
Beim Tsunami, der dem Erdbeben im Indischen Ozean 2004 folgte, wurden der Stadt große Schäden zugefügt. Im Nachlauf wurden mit Hilfe chinesischer Gelder und unter dem Einfluss von Sri Lankas Präsident Mahinda Rajapaksa, der in der Region geboren wurde, zahlreiche Infrastrukturprojekte angestoßen. Im Jahr 2013 fand in der Stadt das Gipfeltreffen des Commonwealth of Nations statt.

## Infrastruktur
Ein wichtiges Infrastrukturprojekt war ein neuer Hafen, der maßgeblich durch China im Rahmen der One Belt, One Road-Strategie finanziert wurde. Gleichermaßen wurde der internationale Flughafen Mattala Rajapaksa mit chinesischer Kredithilfe erbaut. Für Sri Lanka zahlten sich die enormen Investitionen in den Flughafen und den Tiefwasserhafen bisher nicht aus – beide erfüllten bislang nicht annähernd die in sie gesetzten wirtschaftlichen Erwartungen, sondern ihr Betrieb blieb hoch defizitär. Nachdem Sri Lanka in finanzielle Probleme geriet und sechs Milliarden US-Dollar Schulden an chinesischen Infrastruktur-Investitionen angefallen waren, wurden 70 Prozent der Anteile am Hafen und ein nahegelegenes Industriegebiet am 29. Juli 2017 für 99 Jahre von dem chinesischen Staatskonzern China Merchants Port Holdings geleast. Die indische Regierung beobachtete diese chinesischen Aktivitäten mit Misstrauen und die staatseigene Airports Authority of India erwarb im Juli 2016 für die Dauer von 40 Jahren 70 Prozent der Anteile am Flughafen – möglicherweise hauptsächlich deswegen, um eine chinesische Übernahme des Flughafens zu verhindern.

## Sport
Als ein weiteres Infrastrukturprojekt wurde mit Mahinda Rajapaksa International Stadium ein Cricketstadion für internationale Spiele errichtet. Unter anderem fanden dort Spiele der Cricket-Weltmeisterschaft 2011 und des ICC World Twenty20 2012 statt. Des Weiteren bewarb sich die Stadt für die Austragung der Commonwealth Games 2018, verlor jedoch bei der Auswahl gegen das australische Gold Coast. Im Jahr 2011 fanden hier die erstmals ausgetragenen südasiatischen Strandspiele statt.

## Klima
|                        | Jan  | Feb  | Mär  | Apr  | Mai  | Jun  | Jul  | Aug  | Sep  | Okt  | Nov  | Dez  |   |      |
| Mittl. Temperatur (°C) | 26,3 | 26,6 | 27,4 | 28,1 | 28,1 | 27,7 | 27,6 | 27,4 | 27,2 | 27,1 | 26,8 | 26,5 | ⌀ | 27,2 |
| Mittl. Tagesmax. (°C)  | 29,8 | 30,2 | 30,9 | 31,2 | 30,7 | 30,3 | 30,6 | 30,1 | 29,9 | 30,1 | 29,9 | 29,6 | ⌀ | 30,3 |
| Mittl. Tagesmin. (°C)  | 22,8 | 23,0 | 23,9 | 25,0 | 25,5 | 25,1 | 24,7 | 24,6 | 24,5 | 24,2 | 23,6 | 23,3 | ⌀ | 24,2 |
|                        |      |      |      |      |      |      |      |      |      |      |      |      |   |      |
| Niederschlag (mm)      | 58   | 47   | 66   | 95   | 89   | 59   | 48   | 55   | 71   | 151  | 188  | 118  | Σ | 1045 |

| 22,8 |

| 23,0 |

| 23,9 |

| 25,0 |

| 25,5 |

| 25,1 |

| 24,7 |

| 24,6 |

| 24,5 |

| 24,2 |

| 23,6 |

| 23,3 |

| 22,8 |

| 23,0 |

| 23,9 |

| 25,0 |

| 25,5 |

| 25,1 |

| 24,7 |

| 24,6 |

| 24,5 |

| 24,2 |

| 23,6 |

| 23,3 |

## Persönlichkeiten
- Dhananjaya de Silva (* 1991), Cricketspieler
- Dilshan Madushanka (* 2000), Cricketspieler